# Кара-Мурза, Сергей Георгиевич (1878—1956)
Сергей Георгиевич Кара-Мурза (29 января [10 февраля] 1878, Симферополь — 9 октября 1956) — русский и советский театровед, театральный критик и адвокат.

## Биография

### Происхождение
Родился в Симферополе 29 января (10 февраля) 1878 года в семье купца армяно-григорианского вероисповедания. Окончил Лазаревский институт восточных языков (1899) и юридический факультет Московского университета (1903), практиковал как адвокат. Жил в доме страхового общества «Россия» на Сретенском бульваре; затем переехал на улицу Кирова.

### Творческая деятельность
С 1898 года публиковался как театральный критик в «Театральной газете», «Театральном курьере», журнале «Рампа и жизнь» и других. Опубликовал книгу «Малый театр. Очерки и впечатления» (1924), биографический очерк о Прове Садовском (в сборнике «Семья Садовских», 1939; отдельное доработанное издание 1948).
В 1928 году подготовил оставшееся не изданным исследование "«Попрыгунья» Чехова и литературный салон С. П. Кувшинниковой". Для этого он беседовал со многими посетителями салона, некоторые по его просьбе написали воспоминания.

### Общественная активность
Каждую неделю на квартире Кара-Мурзы собирался литературный салон (среди постоянных участников: Марина Цветаева, Александр Бенуа, Максимилиан Волошин, Вера Инбер, Илья Эренбург. По словам Владимира Лидина, «„вторники“ Кара-Мурзы были в годы, предшествовавшие революции, популярны в литературной Москве».
В 1902 году составил первый либеральный проект закона о печати.
В 1920-е годы был одним из руководителей Российского общества друзей книги, деятельно участвовал в работе общества «Старая Москва».
Похоронен в одной могиле с женой на Даниловском кладбище (участок № 22).

## Семья
- Жена — Мария Алексеевна (урождённая Головкина, в первом браке Гончарова, 22 январь 1881—1952[6]). Её сын от первого брака, Андрей Дмитриевич Гончаров, воспитывался в семье Кара-Мурзы.
- Сын — Георгий Сергеевич Кара-Мурза — советский историк-китаевед.
  - Внук — Сергей Георгиевич Кара-Мурза — российский политолог, публицист.
- Сын — Алексей Сергеевич Кара-Мурза — советский историк и журналист.
  - Внук  — Алексей Алексеевич Кара-Мурза — российский философ и политолог.
  - Внук — Владимир Алексеевич Кара-Мурза — российский журналист, теле- и радиоведущий. Член Академии российского телевидения.
    - Правнук — Владимир Владимирович Кара-Мурза — российский либеральный деятель.

|                     |                     |                     |                     |                     |                     |  |  | Сергей Георгиевич (1878—1956) |                     |                     |                     |                     |                     |  |  |                      |                      |                      |                      |                      |                      |  |  |  |  |  |  |  |  |  |  |  |  |  |  |  |  |
|                     |                     |                     |                     |                     |                     |  |  |                               |                     |                     |                     |                     |                     |  |  |                      |                      |                      |                      |                      |                      |  |  |  |  |  |  |  |  |  |  |  |  |  |  |  |  |
|                     |                     |                     |                     |                     |                     |  |  |                               |                     |                     |                     |                     |                     |  |  |                      |                      |                      |                      |                      |                      |  |  |  |  |  |  |  |  |  |  |  |  |  |  |  |  |
| Георгий (1906—1945) | Георгий (1906—1945) | Георгий (1906—1945) | Георгий (1906—1945) | Георгий (1906—1945) | Георгий (1906—1945) |  |  | Алексей (1914—1988)           | Алексей (1914—1988) | Алексей (1914—1988) | Алексей (1914—1988) | Алексей (1914—1988) | Алексей (1914—1988) |  |  |                      |                      |                      |                      |                      |                      |  |  |  |  |  |  |  |  |  |  |  |  |  |  |  |  |
| Георгий (1906—1945) | Георгий (1906—1945) | Георгий (1906—1945) | Георгий (1906—1945) | Георгий (1906—1945) | Георгий (1906—1945) |  |  | Алексей (1914—1988)           | Алексей (1914—1988) | Алексей (1914—1988) | Алексей (1914—1988) | Алексей (1914—1988) | Алексей (1914—1988) |  |  |                      |                      |                      |                      |                      |                      |  |  |  |  |  |  |  |  |  |  |  |  |  |  |  |  |
|                     |                     |                     |                     |                     |                     |  |  |                               |                     |                     |                     |                     |                     |  |  |                      |                      |                      |                      |                      |                      |  |  |  |  |  |  |  |  |  |  |  |  |  |  |  |  |
| Сергей (род. 1939)  | Сергей (род. 1939)  | Сергей (род. 1939)  | Сергей (род. 1939)  | Сергей (род. 1939)  | Сергей (род. 1939)  |  |  | Алексей (род. 1956)           | Алексей (род. 1956) | Алексей (род. 1956) | Алексей (род. 1956) | Алексей (род. 1956) | Алексей (род. 1956) |  |  | Владимир (1959—2019) | Владимир (1959—2019) | Владимир (1959—2019) | Владимир (1959—2019) | Владимир (1959—2019) | Владимир (1959—2019) |  |  |  |  |  |  |  |  |  |  |  |  |  |  |  |  |
| Сергей (род. 1939)  | Сергей (род. 1939)  | Сергей (род. 1939)  | Сергей (род. 1939)  | Сергей (род. 1939)  | Сергей (род. 1939)  |  |  | Алексей (род. 1956)           | Алексей (род. 1956) | Алексей (род. 1956) | Алексей (род. 1956) | Алексей (род. 1956) | Алексей (род. 1956) |  |  | Владимир (1959—2019) | Владимир (1959—2019) | Владимир (1959—2019) | Владимир (1959—2019) | Владимир (1959—2019) | Владимир (1959—2019) |  |  |  |  |  |  |  |  |  |  |  |  |  |  |  |  |
|                     |                     |                     |                     |                     |                     |  |  |                               |                     |                     |                     |                     |                     |  |  | Владимир (род. 1981) |                      |                      |                      |                      |                      |  |  |  |  |  |  |  |  |  |  |  |  |  |  |  |  |